# كورتيس بوش
كورتيس بوش (بالإنجليزية: Curtis Bush)‏ (26 مايو 1962 بفرجينيا بيتش في الولايات المتحدة - ) هو ملاكم كيك بوكسينغ وملاكم أمريكي، صنّف ضمن فئة الوزن المتوسط الخفيف ‏ والوزن المتوسط.

## روابط خارجية
- كورتيس بوش على موقع IMDb (الإنجليزية)
- كورتيس بوش على موقع قاعدة بيانات الفيلم (الإنجليزية)